# جون هاريس (قسيس)
جون هاريس (بالإنجليزية: John Harris)‏ هو قسيس بريطاني، ولد في 12 مارس 1932.